# Kajászó
Kajászó is een plaats (község) en gemeente in het Hongaarse comitaat Fejér. Kajászó telt 984 inwoners (2001).